# Stoffel Vandoorne
Stoffel Vandoorne, belgijski dirkač, * 26. marec 1992, Kortrijk, Belgija.
Vandoorne je od leta 2014 nastopal v seriji GP2, kjer je v sezoni 2015 osvojil naslov prvaka. V sezonah 2014, 2015 in 2016 je bil tudi testni dirkač pri moštvu Formule 1 McLaren. Na dirki za Veliko nagrado Bahrajna 2016 je nadomestil poškodovanega Fernanda Alonsa in osvojil eno točko za deseto mesto.

## Rezultati Formule 1
(legenda) (odebeljene dirke pomenijo najboljši štartni položaj, poševne pa najhitrejši krog, †-uvrščen kljub odstopu)
| Leto | Moštvo          | Šasija         | Motor                   | 1      | 2       | 3       | 4      | 5       | 6       | 7      | 8      | 9       | 10    | 11     | 12      | 13      | 14     | 15     | 16     | 17     | 18     | 19      | 20     | 21     | Prv | Toč |
| ---- | --------------- | -------------- | ----------------------- | ------ | ------- | ------- | ------ | ------- | ------- | ------ | ------ | ------- | ----- | ------ | ------- | ------- | ------ | ------ | ------ | ------ | ------ | ------- | ------ | ------ | --- | --- |
| 2016 | McLaren Honda   | McLaren MP4-31 | Honda RA616H 1.6 V6 t   | AVS    | BAH 10  | KIT     | RUS    | ŠPA     | MON     | KAN    | EU     | AVT     | VB    | MAD    | NEM     | BEL     | ITA    | SIN    | MAL    | JAP    | ZDA    | MEH     | BRA    | ABU    | 20. | 1   |
| 2017 | McLaren Honda   | McLaren MCL32  | Honda RA617H 1.6 V6 t   | AVS 13 | KIT Ret | BAH DNS | RUS 14 | ŠPA Ret | MON Ret | KAN 14 | AZE 12 | AVT 12  | VB 11 | MAD 10 | BEL 14  | ITA Ret | SIN 7  | MAL 7  | JAP 14 | ZDA 12 | MEH 12 | BRA Ret | ABU 12 |        | 16. | 13  |
| 2018 | McLaren F1 Team | McLaren MCL33  | Renault R.E.18 1.6 V6 t | AVS 9  | BAH 8   | KIT 13  | AZE 9  | ŠPA Ret | MON 14  | KAN 16 | FRA 12 | AVT 15† | VB 11 | NEM 13 | MAD Ret | BEL 15  | ITA 12 | SIN 12 | RUS 16 | JAP 15 | ZDA 11 | MEH 8   | BRA 15 | ABU 14 | 16. | 12  |